# Блэк-Элк-Пик
Блэк-Элк-Пик (до 2016 года — Харни-Пик) — гора, высшая точка Южной Дакоты, расположена в массиве Блэк-Хилс, имеет высоту 2207 м. Является высшей точкой США к востоку от Скалистых гор и высшей точкой массива Блэк-Хилс.
Пик получил своё название в 1850-е годы в честь генерала Уильяма Харни. Первое восхождение на него совершила группа под руководством генерала Кастера в 1874 году в ходе экспедиции, направленной для исследования Блэк-Хиллс.
На вершине расположена заброшенная пожарная наблюдательная башня.
В мае 2015 года поступило предложение переименовать гору, так как Харни был известен как человек, жестоко расправлявшийся с индейскими женщинами и детьми; было предложено новое название — Хинхан-Кага, историческое, на языке лакота. В конце того же года от официальных служб штата поступил отказ «в связи с отсутствием общественного консенсуса за переименование». Запрос на изменение имени горы был передан выше, и 11 августа 2016 года Совет США по географическим названиям официально утвердил новое название вершины — Блэк-Элк-Пик (с англ. — «Пик Чёрного Лося»).